# О диалектическом и историческом материализме
«О диалектическом и историческом материализме» — основополагающая социально-философская работа Иосифа Сталина, написанная в 1938 году. Очерк стал «катехизисом сталинской философии» и основой философии формируемого Сталиным марксизма-ленинизма и вошёл в сборник «Краткий курс истории ВКП(б)», лёгший в основу идеологии марксизма-ленинизма.

## Содержание
Сталин определяет диалектический материализм как «мировоззрение марксистско-ленинской партии». Исторический материализм трактуется как «распространение положений» диалектического материализма к истории общества. Признавая роль Гегеля в формулировке принципов диалектики, Сталин тем не менее призывает отбросить её «идеалистическую шелуху». Смысл диалектического материализма заключается в рассмотрении развития как «результата взаимодействия противоположных сил», где противоположности образуют «единое целое». В этом диалектика противостоит метафизике, а само развитие выступает как поступательное движение. Всем «предметам природы» приписывается наличие внутреннего противоречия и отсутствие гармонии, которое постулируется как закономерное.
Рассматривая историю, Сталин выделяет следующие «периоды общественного развития»:
1. Первобытнообщинный строй: «охотничий образ жизни», «первобытное скотоводство», «каменные орудия», «общественная собственность на средства производства»
2. Рабовладельческий строй: «металлические орудия», «подчинение меньшинства большинством», появление частной собственности.
3. Феодальный строй: «появление железного плуга», «мануфактурное производство»
4. Капиталистический строй: «фабрики и заводы, вооруженные машинами»
5. Социалистический строй: СССР, «общественная собственность на средства производства»

Переход от одного строя к другому Сталин воспринимает как «качественное изменение» или революцию. Отсюда для движения вперед «нужно не замазывать противоречия», а «вскрывать» их.
Материализм по Сталину противостоит идеализму и утверждает, что «мир по природе своей материален», а в его основе лежит «материя», понятая как природа, бытие и объективная реальность. Сознание же по своей сути является «отображением» и «продуктом материи», не лишенным однако совершенства. При этом Сталин отвергает положение Канта «о непознаваемости мира».
Рассматривая общественные идеи, Сталин приходит к выводу, что они являются отражением «материальной жизни общества». В зависимости от соответствия целям развития идеи бывают либо «отживающими» («реакционными»), либо «передовыми». При этом они важны своей «организующей, мобилизующей и преобразующей работой». Сталин раскрывает «материальную жизнь общества» через понятия «географической среды» и «плотность населения», однако ключевой он считает «способ производства материальных благ» или «способ добывания средств к жизни».
Способ производства определяет специфику того или иного периода общественного развития. К «материальным благам» Сталин относит «пищу, одежду, обувь, жилище, топливо». Способ производства подразумевает, c одной стороны, орудия производства (технику) и людей, которые вместе образуют производительные силы, а с другой — «производственные отношения» (сотрудничество/эксплуатация). Именно способ производства определяет историю. Сначала меняются орудия труда, потом - производительные силы, а затем - и производственные отношения. Сталин стремился связать географическую среду с орудиями производства в понятии «средства производства», куда также относились земля, вода, леса и недра.

## Издания
- Сталин И. В.  О диалектическом и историческом материализме. — М.: ОГИЗ, Госполитиздат, 1945. — 36 с.
- Сталин И. В. О диалектическом и историческом материализме // Вопросы ленинизма. — 11 изд., 1952